# SNCF Réseau
SNCF Réseau è un'azienda pubblica francese gestore dell'infrastruttura ferroviaria nazionale, partecipata al 100% da SNCF. È responsabile del funzionamento, della manutenzione e dello sviluppo dell'infrastruttura ferroviaria in Francia.
SNCF Réseau è stata creata il 1º gennaio 2015 in seguito al consolidamento del personale di Réseau Ferré de France (RFF), SNCF Infra e del Dipartimento del Traffico Ferroviario (DCF).
In quanto gestore della rete ferroviaria nazionale, SNCF Réseau commercializza l'accesso alla rete, gestisce il traffico (passeggeri e merci) e garantisce la manutenzione delle infrastrutture e il loro sviluppo.

## Storia
La sua nascita effettiva è datata 1 gennaio 2015, in seguito allo scorporo della stessa dalle SNFC, ed è legata all'esigenza di uniformarsi alla Direttiva sullo sviluppo delle ferrovie comunitarie, entrata in vigore nel 1991 che ha separato le imprese che gestiscono le reti infrastrutturali da quelle che si occupano del trasporto di persone, cose e informazioni. 

## Organizzazione
Il primo presidente e amministratore delegato, Luc Lallemand, è entrato in carica il 1º marzo 2020, dopo l'approvazione da parte dell'Autorità di regolamentazione dei trasporti
Il gruppo dirigente è così costituito:
- Amministratore delegato : Matthieu Chabanel
- Vice CEO Strategia ed economia : Alain Quinet
- Vice Amministratore Delegato Progetti e performance industriale : Olivier Bancel
- Vice Direttore Generale Industriale e Ingegneria : Frédéric Michaud
- Vice Direttore Generale Clienti e Servizi : Isabelle Delon
- Vicedirettore generale Operazioni e produzione : Vincent Teton
- Vicedirettore generale Strategia, programmazione e MOA : Michel Etchegaray
- Vicedirettore generale Operazioni di sistema : Marc Doisneau
- Vicedirettore generale dell'Ile-de-France : Severine Lepere
- Vice Direttore Generale Sicurezza : Damien Pallant
- Vice Direttore Generale Risorse Umane : Georges Ichkanian
- Vice Direttore Generale Finanza e Acquisti : Hugues de Nicolay
- Vice Direttore Generale Comunicazione e Dialogo Territoriale : Marc Berthod

A livello regionale, SNCF Réseau conta 12 dipartimenti (Aquitania - Poitou-Charente, Alsazia - Lorena - Champagne-Ardenne, Borgogna - Franca Contea, Bretagna - Paesi della Loira, Centro - Limosino, Alta e Bassa Normandia, Midi -Pirenei, Linguadoca-Rossiglione, Nord-Pas-de-Calais - Picardie, Provenza-Alpi-Costa Azzurra, Rodano-Alpi - Alvernia e Île-de-France), 4 dipartimenti di manutenzione e lavori (Nord -Est - Normandia, Atlantico, Sud-Est e Île-de-France) e 21 infrastrutture di traffico.

## Investimento
SNCF Réseau ha investito nel 2016 5,231 miliardi di euro, di cui oltre 3 miliardi per la manutenzione della rete. La maggior parte di questi investimenti deriva ricorrendo al debito (circa 2 miliardi ogni anno), ai sussidi pubblici e al capitale proprio.
Nel 2022, 5,6 miliardi saranno investiti nella rete, attraverso prestiti guidati da SNCF Réseau, capitale proprio e sussidi pubblici (piano di risanamento in particolare).
Tra il 2021 e il 2030, il contratto di prestazione firmato tra SNCF Réseau e lo Stato prevede un investimento per la rigenerazione della rete di 2,8 miliardi di euro.

## Clienti
Oltre alla SNCF e alle sue filiali, diverse compagnie ferroviarie gestiscono treni sulla rete ferroviaria nazionale. Nel 2022, le aziende clienti di SNCF Réseau sono: Captrain France, CFR, CFL Cargo, Colas Rail, Comsa, DB Cargo France, ETF, ETMF, Europorte, Eurostar, Ferrotract, Ferovergne, Fret SNCF, Lineas, Lyria, NRS, Railcoop, RDT 13, Regiorail, Renfe, Sécurail, SNCF Voyageurs, Thalys, Trenitalia, Travaux du Sud-Ouest, Eiffage Rail .